# Delacour-Zwergtaucher
Der Delacour-Zwergtaucher (Tachybaptus rufolavatus) ist eine ausgestorbene Art der Lappentaucher, die auf dem Alaotra-See im Nordosten Madagaskars endemisch war.
Er war einem gemeinen Zwergtaucher ähnlich, war aber im Brutkleid weit weniger farbenprächtig. Die roten Halspartien waren bei ihm gelblichbraun, die Augen blassgelb. Da der Zwergtaucher auch auf Madagaskar vorkommt, kam es früher oft zu interspezifischen Hybriden.
Die International Union for Conservation of Nature (IUCN) führt den Delacour-Zwergtaucher in der Roten Liste von 2016 als ausgestorben. Der Ornithologe Frank Hawkins betonte bereits im Jahr 2000, dass die Art unzweifelhaft ausgestorben sei. Es gab nie eine Sichtung außerhalb des Alaotra-Sees, bei allen behaupteten Funden in anderen Regionen Madagaskars handelte es sich offenbar um Verwechslungen mit dem Zwergtaucher oder dem Madagaskar-Zwergtaucher. Die sehr kurzen Flügel ermöglichten nur kurze Flüge, was einer weiteren Ausbreitung im Wege stand.
Schon Mitte des 20. Jahrhunderts war der Delacour-Zwergtaucher eine Seltenheit. 1960 wurden auf dem See 50 Delacour-Zwergtaucher gezählt, aber eine viel größere Zahl gemeiner Zwergtaucher. 1982 wurden zwölf gezählt, 1988 zwei. Hiernach wurde die Art nicht wieder gesehen.
Es gibt viele Gründe für das Aussterben des Delacour-Zwergtauchers. Die Wälder rund um den See wurden abgeholzt und Reisfelder angelegt. Durch die Verlandung der Ufer und die Einleitung von Dünger in den See kam es zu dramatischen Veränderungen der Mikrofauna, wodurch die Nahrung des Delacour-Zwergtauchers betroffen war. Exotische Fische wurden eingeschleppt, zum Beispiel Tilapien, die die Seerosen fraßen und damit den Vögeln das Nistmaterial nahmen, und Forellenbarsche, die sowohl die Nahrung der Taucher als auch deren Junge fraßen. Den Todesstoß gab dem Vogel laut Hawkins die Einschleppung räuberischer Schlangenkopffische in den 1980ern, die die wenigen überlebenden Taucher gefressen haben könnten. Weitere Ursachen wie Ersticken in Fischernetzen oder Verdrängung durch die anpassungsfähigeren gemeinen Zwergtaucher sind denkbar.